# Nurinsk
Nurinsk (ros. Нуринск) – wieś w Rosji, w Kraju Zabajkalskim, w Agińskim Okręgu Buriackim, w rejonie mogojtujskim. W 2010 liczyła 789 mieszkańców.